# 1944 en Italie
Chronologie de l'Italie
- 1940
- 1941
- 1942
- 1943
- 1944
- 1945
- 1946
- 1947
- 1948

Cette page concerne l'année 1944 du calendrier grégorien.

## Événements

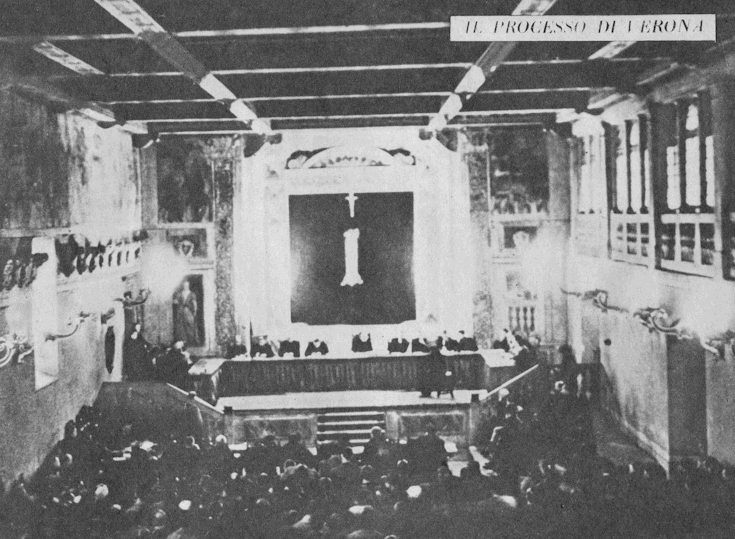
La salle de classe de Castelvecchio utilisée comme salle d'audience du procès de Vérone.

- 11 janvier : à la suite du procès des hiérarques fascistes qui ont voté la motion Grandi le 24 juillet 1943 à Vérone, Ciano et d’autres dirigeants arrêtés sont condamnés à mort et exécutés[1].
- 17 janvier : début de la bataille du mont Cassin en Italie[2].
- 20 - 22 janvier : bataille de la rivière Rapido[3].
- 22 janvier : opération Shingle. Débarquement anglo-américain à Nettuno et à Anzio, 55 km au sud de Rome[4].
- 26 janvier - 11 février : bataille du Belvédère[5].
- 28 - 29 janvier : un congrès des comités d’Italie du Sud réunit à Bari exige l’abdication du roi comme condition d’entrée des antifascistes au gouvernement[6]. Churchill réagit violemment en rappelant qu’il ne reconnaissait comme interlocuteurs que Badoglio et le roi. Une période de tension s’ensuit entre antifascistes et Alliés jusqu’au 21 avril[7].
- 30 janvier : opération Baobab, raid de commando SAS contre un pont de chemin de fer en soutien à l'opération Shingle[4].

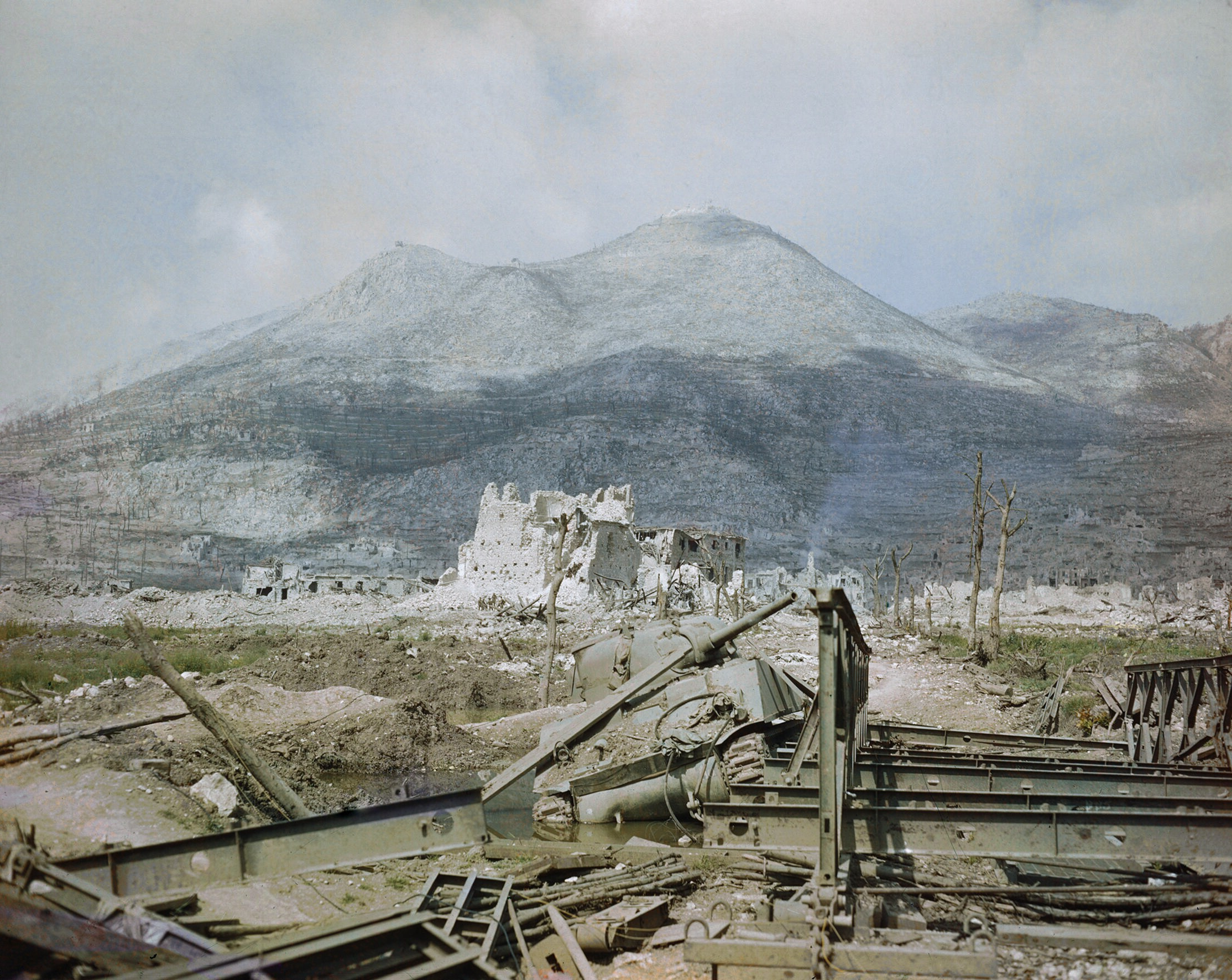
Les ruines de Cassino en mai 1944.

- 15 février : bombardement de l'abbaye de Monte Cassino par les Alliés[8].

- 1er mars : une grève spontanée qui éclate à Milan se répand rapidement dans toute l’Italie du Nord ; elle dure pendant six jours jusqu'à ce qu'un ordre de Hitler condamne les meneurs à la déportation[9].
- 2 - 3 mars : catastrophe ferroviaire de Balvano[10].
- 14 mars : l'Union soviétique établit des relations diplomatiques avec le gouvernement italien de Badoglio[11].
- 16 au 29 mars : l'éruption du Vésuve détruit Massa et San Sebastiano al Vesuvio[12].
- 18 mars : massacre de Monchio, Susano et Costrignano, exécution de 136 civils perpétrée par l'armée allemande en représailles à l'action de la Résistance italienne[13].
- 23 mars : attentat de Via Rasella, attaque partisane des GAP contre les troupes allemandes à Rome[14].
- 24 mars : massacre des Fosses ardéatines. Les Allemands exécutent 335 otages à la suite d’un attentat Via Rasella à Rome contre un détachement de SS[14].
- 27 mars : arrivée à Naples du secrétaire du parti communiste italien Palmiro Togliatti, venu d’URSS. Le 31 mars, lors d'un discours à Salerne, dit Svolta di Salerno, il appelle à la formation en Italie d'un gouvernement d'unité nationale[7].

- 7 avril : 
  - bombardement de Trévise[15].

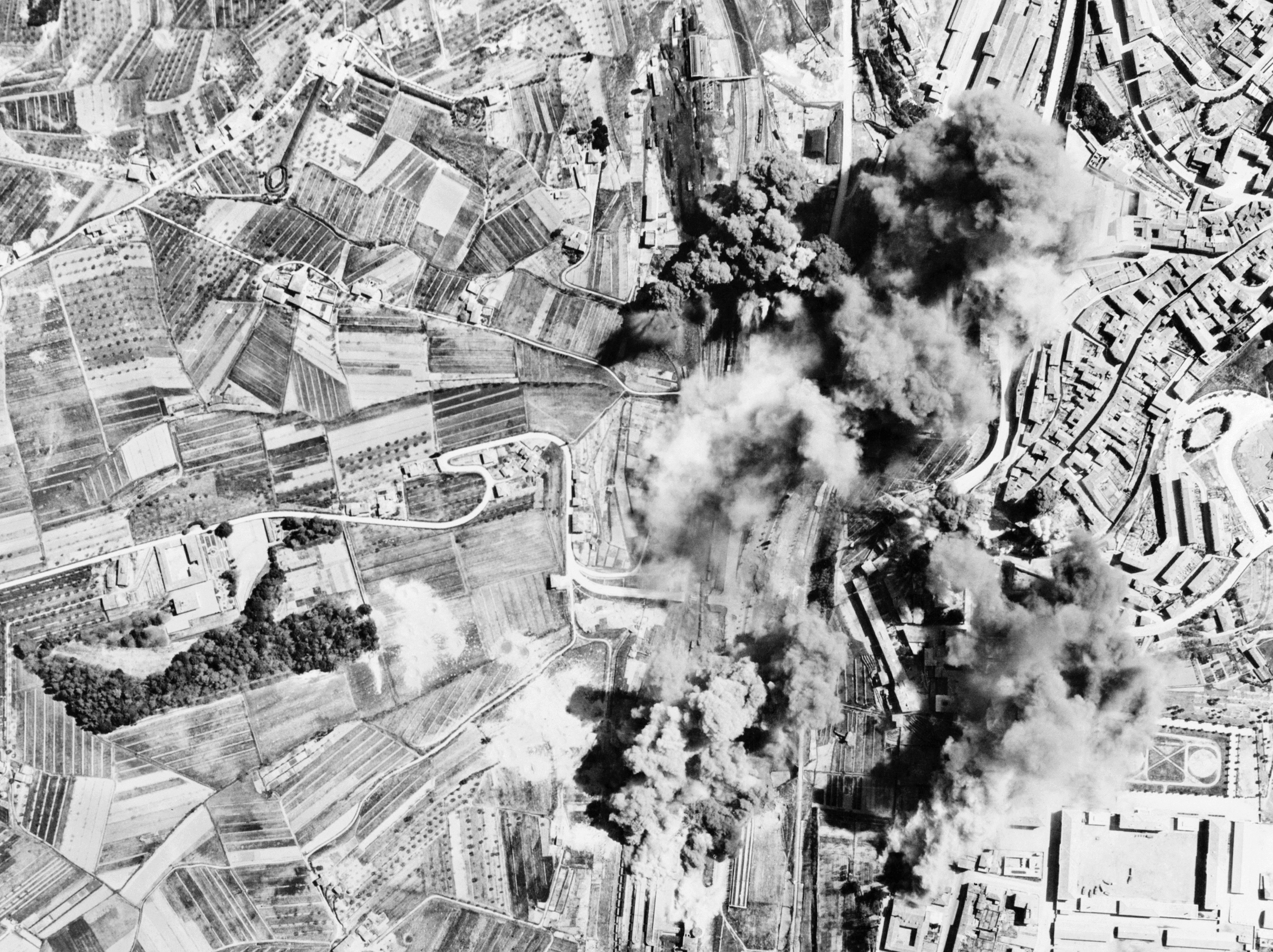
Bombardement aérien des gares de triage allemandes à Sienne pendant l'opération Strangle le 14 avril.

  - massacre du Pont de l'Industrie à Rome ; dix femmes qui ont attaqué un dépôt de pain sont abattues par les soldats allemands[16].
- 12 avril : le roi Victor-Emmanuel III d'Italie, sous la pression des Alliés et des antifascistes, annonce son intention de se retirer de la vie publique et de nommer son fils Humbert lieutenant du royaume[17].

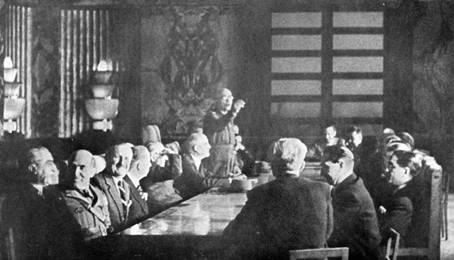
Implantation du gouvernement Badoglio à Salerne le 22 avril 1944.

- 21 avril : le gouvernement Badoglio est remanié par un compromis élaboré entre les six partis antifascistes dans un gouvernement d’union nationale formé pour chasser les Allemands. Entrée au gouvernement de personnalités  comme Benedetto Croce, Carlo Sforza, le socialiste Pietro Mancini, le communiste Palmiro Togliatti et le démocrate-chrétien Salvatore Aldisio[18].

- 11 mai : offensive « Diadem » (bataille du Garigliano) ; déclenchement à 23 heures de l’offensive finale des Alliés contre la ligne Gustave entre le mont Cassin et la mer Tyrrhénienne. L’objectif est d’éliminer toutes les troupes allemandes au sud de Rome[19]. Le 18 mai, les ruines du monastère bénédictin tombent aux mains d’un régiment polonais attaché à la VIIIe armée britannique[20]. Les Américains avancent sur la côte. La bataille de Monte Cassino menée depuis janvier a coûté 54 000 hommes aux Alliés et 20 000 aux Allemands[21].
  - « marocchinate » : en marge de la bataille, les troupes coloniales du Corps expéditionnaire français en Italie, en particulier les Goumiers marocains, se livrent à des exactions contre la population civile alentour (pillages, viols, assassinats) ; environ 300 civils sont tués[22].
- 23 - 25 mai : opération Chesterfield ; la Ligne Hitler est enfoncée par la 1re division d'infanterie canadienne[23].

- 3 juin : pacte de Rome. Reconstitution de la CGIL, qui regroupe tous les syndicats italiens[24].
- 4 juin : 
  - les Alliés entrent dans Rome évacuée par les Allemands[8].
  - massacre de La Storta commis par des Nazis en fuite de Rome[13].
- 5 juin : Victor-Emmanuel transmet ses pouvoirs au prince héritier, qui devient lieutenant-général du royaume avec un pouvoir constituant[25].
- 9 juin : institution à Milan du commandement général des volontaires pour la liberté (Corpo Volontari della Libertà), organe militaire et politique regroupant les cinq formations partisanes sous la direction de Ferruccio Parri, de Luigi Longo, et à partir du mois d’août, du général Cadorna[26].
- 10 juin : les partis antifascistes exigent le départ de Badoglio et forment un nouveau gouvernement sous la direction d’Ivanoe Bonomi, avec Gronchi, Croce, Sforza, De Gasperi, Togliatti, Saragat[27]. Ce dernier mène l’épuration avec mollesse. Il prévoit de confier provisoirement les terres incultes aux coopératives paysannes, mais ce projet de réforme agraire souffre de la mauvaise volonté des propriétaires et de la lenteur calculée de l’administration. La question des institutions divise le gouvernement (retrait des socialistes et du parti d’action), qui est sauvé par les libéraux et les démocrates-chrétiens attachés à la monarchie et les communistes qui refusent de poser le problème constitutionnel avant la libération complète du pays.
- 17-19 juin : conquête de l'île d'Elbe par les Alliés[28].

- 3 juillet : Sienne est libérée par les Alliés[8].
- 12 juillet : massacre de Cibeno[29].
- 21 juillet : ouverture du camp de transit de Bolzano où sont transférés les prisonniers du camp de Fossoli par les Allemands[30].

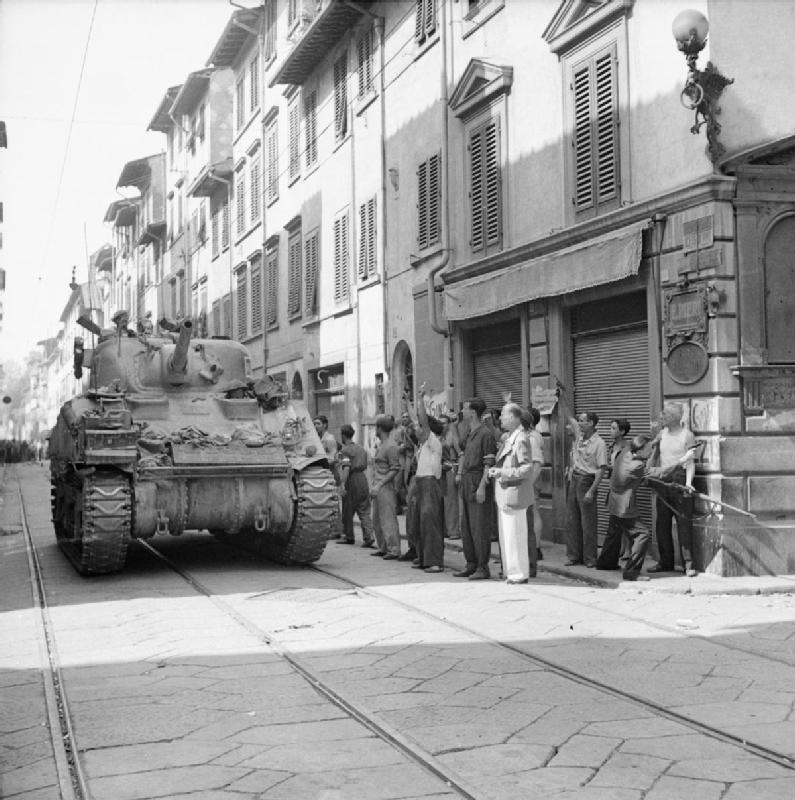

- 5 août : les troupes alliées entrent dans Florence où des partisans se battent depuis quelques semaines contre les troupes allemandes[31].
- 25 août : les Alliés attaquent les positions allemandes sur la Ligne gothique[32].

- 8 septembre-22 octobre : le Val d'Ossola, une zone libérée dans le Piémont par les partisans résiste jusqu’au 22 octobre[33]. La Résistance dans le Nord montre une efficacité accrue et les Allemands se livrent contre elle à une répression atroce comme à Sant'Anna di Stazzema (12 août) ou à Marzabotto dans le Piémont (29 septembre-5 octobre)[13].
- 4 - 15 septembre : la bataille de Gemmano ouvre aux Alliés la route de Rimini[34].
- 17 - 18 septembre : bataille de San Marino ou de monte Pulito[35].
- 20 septembre : charge de Montecieco[36].
- 21 septembre : les Alliés entrent dans Rimini déserté par les Allemands[32].
- 26 septembre : dans la déclaration conjointe de Hyde Park, Roosevelt et Churchill assurent qu’ils remettront progressivement aux autorités italiennes l’administration des territoires libérés et invitent le gouvernement à nommer ses représentants à Londres et Washington ( « New Deal for Italy »)[11].

- 1er-20 octobre : échec d’une attaque alliée sur Bologne[32].
- 19 octobre : massacre de la Via Maqueda en répression par l'armée d'une manifestation contre la faim à Palerme[37].
- 26 octobre : les États-Unis rétablissent des relations diplomatiques avec l’Italie[11].

- 13 novembre : dans une proclamation radiophonique aux partisans italiens, le général Alexander, qui commande les opérations en Méditerranée, les exhorte à renoncer aux opérations militaires de grande envergure durant l’hiver et de rester sur la défensive[38].
- 24-25 novembre : les troupes américaines, avec le soutien de la Force expéditionnaire brésilienne, lancent l'assaut sur Monte Castello (fin le 21 février 1945)[39].

- 25 novembre : démission de Bonomi sous le pretexte de tension dans le gouvernement à propos de l'épuration, alors que les partis de gauche mènent campagne pour conférer une plus grande autorité politique et institutionnelle aux Comités de libération. Mais la monarchie, aidée par les Alliés, parvient à réaffirmer son rôle. Après avoir démissionné le 25 novembre, Bonomi forme un nouveau gouvernement le 12 décembre.

- 2 décembre : dissolution de la République partisane du Haut-Montferrat, une éphémère république partisane italienne, créée en septembre 1944 dans l'Alto Monferrato, au Piémont, dans le nord-ouest de l'Italie, en tant que résistance locale face au fascisme italien[40].
- 7 décembre : à Rome, l’état-major allié accepte de collaborer avec le Comité de libération nationale de Haute-Italie (CLNAI) lui fournissant armes et matériel pour protéger le potentiel économique de la région et d’y maintenir la loi jusqu’à l’arrivée des Alliés[11]. Le gouvernement Bonomi délègue au CLNAI ses pouvoirs en zone occupée[40].
- 16-17 décembre : libération de Faenza[41] par les troupes néo-zélandaises du général Freyberg[42].
- 26-28 décembre : bataille de Garfagnana[43].

## Culture

### Cinéma

#### Films italiens sortis en 1944
- 27 octobre : I bambini ci guardano (Les enfants nous regardent), film de Vittorio De Sica

### Littérature

#### Livres parus en 1944
- Agostino d'Alberto Moravia (Éd. Documento), dont Mauro Bolognini fera un film en 1962

#### Prix et récompenses
- Prix Bagutta : non décerné
- Prix Viareggio : non décerné à cause de la guerre

## Naissances en 1944
- 25 mars : Francesco Saverio Pavone, magistrat italien, procureur en chef de la Procura di Venezia pendant plusieurs années. († 16 mars 2020)
- 10 avril : Giovanni Bignami, astrophysicien et vulgarisateur scientifique. († 25 mai 2017)
- 13 avril : Franco Arese (Francesco Arese), athlète, spécialiste du demi-fond (1 500 mètres), et dirigeant sportif.
- 10 juin : Gian Paolo Mele, chef d'orchestre, compositeur et ethnomusicologue. († 15 février 2018)
- 16 août : Vittorio Zucconi, journaliste et écrivain. († 26 mai 2019)
- 24 août : Roberto Villetti, homme politique. († 15 septembre 2019)
- 25 août : Vincenzo Silvano Casulli, astronome. († 24 juillet 2018)
- 5 septembre : Dario Bellezza, écrivain, poète et dramaturge. († 31 mars 1996)

## Décès en 1944
- 8 mars : Giuseppe Solenghi, 64 ans, peintre, connu notamment pour ses paysages et ses paysages urbains (vedute). (° 3 mai 1879)
- 15 avril : Giovanni Gentile, 68 ans, philosophe idéaliste et néo-hégélien, et homme politique fasciste. (° 30 mai 1875)
- 31 mai : Amelia Chellini, 63 ans, actrice, apparue dans le 38 films entre 1912 et 1944. (° 16 juin 1880)
- 13 juillet : Arturo Bendini, 53 ans, homme politique, député communiste de 1924 à 1926. (° 17 avril 1891)
- 28 octobre : Pericle Ducati, 64 ans, archéologue, étruscologue, historien de l'art, et professeur à l'université de Bologne, auteur d'études sur la civilisation étrusque. (° 11 juillet 1880)
- 2 décembre : Filippo Tommaso Marinetti, 67 ans, écrivain, fondateur du mouvement futuriste. (° 22 décembre 1876)
- 21 décembre : Luigi Campolonghi, 68 ans, journaliste et écrivain, qui fut l'un des fondateurs de la Ligue italienne des droits de l'homme. (° 14 août 1876)